# Cratere Gruithuisen
Gruithuisen è un cratere lunare di 14,98 km situato nella parte nord-occidentale della faccia visibile della Luna, nella sezione di mare che unisce l'Oceanus Procellarum a ovest con il Mare Imbrium a est. A sudest è presente il piccolo cratere Delisle e a sud si trova il Dorsum Bucher, che si estende in direzione nord-sud per circa 90 km.
Il bordo è relativamente liscio e circolare, e si staglia appena sul mare lunare circostante. La superficie interna non possiede caratteristiche di rilievo e presenta solo degli accumuli di materiali che si sono depositati staccandosi dalle pareti interne.
A nord del cratere, lungo il bordo della penisola che si trova tra i due mari è presente un'altura chiamata Mons Gruithuisen Gamma. A est di questa struttura si trova un'altra simile chiamata Mons Gruithuisen Delta. In una regione a nordovest giacciono diversi crateri minori, causati probabilmente da frammenti di un corpo singolo che si è disintegrato prima dell'impatto.
Il cratere è dedicato al fisico e astronomo tedesco Franz von Gruithuisen.

## Crateri correlati
Alcuni crateri minori situati in prossimità di Gruithuisen sono convenzionalmente identificati, sulle mappe lunari, attraverso una lettera associata al nome.
| Gruithuisen | Coordinate            | Diametro (in km) |
| ----------- | --------------------- | ---------------- |
| B           | 35°39′N 38°45′W       | 9,4              |
| E           | 37°23′24″N 44°23′24″W | 7,5              |
| F           | 36°16′12″N 37°58′48″W | 4,19             |
| G           | 36°35′24″N 44°00′36″W | 6,01             |
| H           | 33°19′12″N 38°28′12″W | 5,57             |
| K           | 35°23′24″N 42°43′48″W | 6,02             |
| M           | 36°56′24″N 43°09′36″W | 8,97             |
| P           | 37°10′12″N 40°34′12″W | 9,13             |
| R           | 37°09′00″N 45°19′48″W | 6,79             |
| S           | 37°28′12″N 45°40′48″W | 6,65             |